# Collinsia palmeni
Espèce
Collinsia palmeni est une espèce d'araignées aranéomorphes de la famille des Linyphiidae.

## Distribution
Cette espèce est endémique de Terre-Neuve au Canada,.

## Description
La femelle holotype mesure 2,9 mm.

## Étymologie
Cette espèce est nommée en l'honneur d'Ernst Palmén.

## Publication originale
- Hackman, 1954 : The spiders of Newfoundland. Acta Zoologica Fennica, vol. 79, p. 1-99.